# Christophe Bourdon
Christophe Bourdon (* 13. März 1970 in Versailles) ist ein ehemaliger französischer Schwimmer. Er gewann bei Mittelmeerspielen drei Silbermedaillen.

## Sportliche Karriere
Der 1,86 Meter große Christophe Bourdon schwamm für Dauphins de Créteil. Er war dreifacher französischer Meister im Brustschwimmen.
Bei den Mittelmeerspielen 1987 in Latakia belegte Bourdon den fünften Platz über 100 Meter Brust. Über 200 Meter Brust schlug er als Zweiter an hinter dem Spanier Sergio López. Vier Jahre später bei den Mittelmeerspielen 1991 in Athen wurde Bourdon sowohl über 100 Meter Brust als auch über 200 Meter Brust Zweiter hinter seinem Landsmann Cédric Pénicaud. Ein Jahr später bei den Olympischen Spielen in Barcelona schied Bourdon sowohl über 100 Meter Brust als auch über 200 Meter Brust im Vorlauf aus.